# Meentweg 71
De Meentweg 71 is een rijksmonument aan de Meentweg in Eemnes in de provincie Utrecht.
De langhuisboerderij met rieten zadeldak werd in 1866 gebouwd door Jaap Elders. De rij dakpannen aan de zuidzijde dienen om regenwater op te vangen. Langs de gevelrand zijn vlechtingen gemetseld. Alle ramen zijn voorzien van luiken, ook het verhoogd geplaatste kloostervenster van de opkamer.